# Félix Ángel Rodríguez
Félix Ángel Rodríguez Rincones (Aricarigua, estado Sucre, Venezuela, 11 de febrero de 1954) es un exbeisbolista venezolano.
Disputó toda su carrera (17 temporadas) en la Liga Venezolana de Béisbol Profesional con los Navegantes del Magallanes, comenzando en la temporada de 1972-73 y finalizando en la 1988-89.

## Carrera
Con los Navegantes del Magallanes es el segundo con más temporadas con la franquicia (17), siendo superado por Luis "Camaleón" García (19). Históricamente lidera el departamento de más juegos disputados con 698, y es segundo en turnos al bate con 2196. En hits conectados se encuentra segundo con 599, tercero en dobles con 92, segundo en triples con 34, y tercero en impulsadas con 235.
Con Magallanes alcanzó dos campeonatos, los de 1976-77 y 1978-79, un récord de triple bateo en el 1979 y campeón bate en la Serie del Caribe 1977.

## Retiro
Luego del retiro forma parte desde 1992 de la coordinación de deportes de la Universidad Nacional Experimental de Guayana.
El 8 de diciembre de 2012 fue retirado su número (15) y exaltado al salón de la fama del club por los Navegantes del Magallanes.